# Grand Slam of Darts 2011
Grand Slam of Darts 2011 was de vijfde editie zijn van dit toernooi. De Grand Slam of Darts wordt georganiseerd door de Professional Darts Corporation. Het toernooi vond plaats van 12 tot en met 20 november 2011. Scott Waites kon zijn eerste Grand Slam-titel niet verdedigen. Phil Taylor won het toernooi.

## Prijzengeld
|                   | (Totaal: £400.000) |
| ----------------- | ------------------ |
| Winnaar           | £100.000           |
| Runner Up         | £50.000            |
| Laatste 4         | £25.000            |
| Laatste 8         | £15.000            |
| Laatste 16        | £7.500             |
| 3e in Groep       | £5.000             |
| 4e in Groep       | £2.500             |
| 1e in Groep Bonus | £2.500             |

## Hoofdtoernooi
Bij de Grand Slam of Darts wordt er traditioneel in acht poules van vier spelers gespeeld, waarna uit elke poule de twee beste doorgaan naar een knock-outsysteem.
Op 7 november is er geloot voor de eerste ronde (poulefase). De plaats die vrijkwam door het afzeggen van Simon Whitlock is ingenomen door eerste reserve Ian White

### Eerste Ronde

#### Poule A
| Naam             | Nat                | WAI | WAL | SHEA | GER | Pnt    | Pos |
| ---------------- | ------------------ | --- | --- | ---- | --- | ------ | --- |
| Scott Waites (1) | Vlag van Engeland  | x   | 5   | 4    | 3   | 2 (+0) | 3   |
| Mark Walsh       | Vlag van Engeland  | 2   | x   | 5    | 5   | 4 (+2) | 2   |
| Tony O'Shea      | Vlag van Engeland  | 5   | 2   | x    | 2   | 2 (−5) | 4   |
| Michael v.Gerwen | Vlag van Nederland | 5   | 3   | 5    | x   | 4 (+3) | 1   |

zaterdag 12 november

Walsh 5-2 O'Shea 

Waites 3-5 van Gerwen
zondag 13 november

Walsh 5-3 van Gerwen 

Waites 4-5 O'Shea
dinsdag 15 november

Walsh 2-5 Waites 

O'Shea 2-5 van Gerwen

#### Poule B
| Naam               | Nat                | BAR | WIN | HAN | WHI | Pnt    | Pos |
| ------------------ | ------------------ | --- | --- | --- | --- | ------ | --- |
| R.v. Barneveld (8) | Vlag van Nederland | x   | 2   | 2   | 4   | 0 (−7) | 4   |
| Dean Winstanley    | Vlag van Engeland  | 5   | x   | 5   | 5   | 6 (+9) | 1   |
| Ted Hankey         | Vlag van Engeland  | 5   | 0   | x   | 5   | 4 (+1) | 2   |
| Ian White          | Vlag van Engeland  | 5   | 4   | 2   | x   | 2 (−3) | 3   |

zaterdag 12 november

Winstanley 5-0 Hankey 

van Barneveld 4-5 White
zondag 13 november

Winstanley 5-4 White 

van Barneveld 2-5 Hankey
dinsdag 15 november

Winstanley 5-2 van Barneveld 

Hankey 5-2 White

#### Poule C
| Naam              | Nat                    | AND | JON | DOL | HEY | Pnt    | Pos |
| ----------------- | ---------------------- | --- | --- | --- | --- | ------ | --- |
| Gary Anderson (5) | Vlag van Schotland     | x   | 5   | 5   | 3   | 4 (+6) | 1   |
| Wayne Jones       | Vlag van Engeland      | 1   | x   | 5   | 5   | 4 (+1) | 2   |
| Brendan Dolan     | Vlag van Noord-Ierland | 1   | 2   | x   | 5   | 2 (−5) | 4   |
| Nigel Heydon      | Vlag van Engeland      | 5   | 3   | 3   | x   | 2 (−2) | 3   |

zaterdag 12 november

Jones 5-2 Dolan 

Anderson 3-5 Heydon
zondag 13 november

Jones 5-3 Heydon 

Anderson 5-1 Dolan

dinsdag 15 november

Dolan 5-3 Heydon 

Anderson 5-1 Jones

#### Poule D
| Naam           | Nat               | WADE | JEN | PIPE | CHI | Pnt    | Pos |
| -------------- | ----------------- | ---- | --- | ---- | --- | ------ | --- |
| James Wade (4) | Vlag van Engeland | x    | 3   | 5    | 5   | 4 (+0) | 2   |
| Terry Jenkins  | Vlag van Engeland | 5    | x   | 1    | 5   | 4 (+0) | 1   |
| Justin Pipe    | Vlag van Engeland | 4    | 5   | x    | 4   | 2 (+2) | 3   |
| Dave Chisnall  | Vlag van Engeland | 4    | 3   | 5    | x   | 2 (−2) | 4   |

zaterdag 12 november

Jenkins 1-5 Pipe 

Wade 5-4 Chisnall
zondag 13 november

Wade 5-4 Pipe 

Jenkins 5-3 Chisnall
dinsdag 15 november

Wade 3-5 Jenkins 

Chisnall 5-4 Pipe

#### Poule E
| Naam            | Nat               | TAY | KING | BEA | HUB | Pnt    | Pos |
| --------------- | ----------------- | --- | ---- | --- | --- | ------ | --- |
| Phil Taylor (2) | Vlag van Engeland | x   | 5    | 5   | 5   | 6 (+8) | 1   |
| Mervyn King     | Vlag van Engeland | 3   | x    | 3   | 5   | 2 (+2) | 3   |
| Steve Beaton    | Vlag van Engeland | 3   | 5    | x   | 5   | 4 (+3) | 2   |
| James Hubbard   | Vlag van Engeland | 1   | 3    | 2   | x   | 0 (−9) | 4   |

zondag 13 november

King 3-5 Beaton

Taylor 5-1 Hubbard
maandag 14 november

King 5-3 Hubbard

Taylor 5-1 Beaton
woensdag 16 november

King - Taylor

Hubbard- Beaton

#### Poule F
| Naam           | Nat                | NEW | NIC | BAT | CAR | Pnt     | Pos |
| -------------- | ------------------ | --- | --- | --- | --- | ------- | --- |
| Wes Newton (7) | Vlag van Engeland  | x   | 4   | 5   | 5   | 4 (+6)  | 2   |
| Paul Nicholson | Vlag van Australië | 5   | x   | 5   | 5   | 6 (+7)  | 1   |
| Barrie Bates   | Vlag van Wales     | 1   | 0   | x   | 1   | 0 (−13) | 4   |
| Magnus Caris   | Vlag van Zweden    | 2   | 4   | 5   | x   | 2 (=0)  | 3   |

zondag 13 november

Nicholson 5-0 Bates

Newton 5-2 Caris
maandag 14 november

Caris 5-1 Bates

Newton 4-5 Nicholson
woensdag 16 november

Nicholson 5-4 Caris

Newton 5-1 Bates

#### Poule G
| Naam             | Nat                | WEB | DEK | PART | MONK | Pnt    | Pos |
| ---------------- | ------------------ | --- | --- | ---- | ---- | ------ | --- |
| Mark Webster (6) | Vlag van Wales     | x   | 5   | 5    | 5    | 6 (+7) | 1   |
| Jan Dekker       | Vlag van Nederland | 3   | x   | 2    | 5    | 2 (−1) | 3   |
| John Part        | Vlag van Canada    | 1   | 5   | x    | 5    | 2 (+1) | 2   |
| Arron Monk       | Vlag van Engeland  | 4   | 1   | 3    | x    | 0 (−7) | 4   |

zondag 13 november

Dekker 2-5 Part

Webster 5-4 Monk
maandag 14 november

Webster 5-1 Part

Dekker 5-1 Monk
woensdag 16 november

Dekker 3-5 Webster

Part 5-3 Monk

#### Poule H
| Naam              | Nat                | LEW | vdV | STO | PHI | Pnt    | Pos |
| ----------------- | ------------------ | --- | --- | --- | --- | ------ | --- |
| Adrian Lewis (3)  | Vlag van Engeland  | x   | 5   | 5   | 5   | 6 (+8) | 1   |
| Vincent v.d.Voort | Vlag van Nederland | 2   | x   | 3   | 2   | 0 (−8) | 4   |
| Co Stompé         | Vlag van Nederland | 1   | 5   | x   | 2   | 2 (−5) | 3   |
| Martin Phillips   | Vlag van Wales     | 4   | 5   | 5   | x   | 4 (+5) | 2   |

zondag 13 november

van de Voort 3-5 Stompé

Lewis 5-4 Phillips
maandag 14 november

Lewis 5-1 Stompé

van der Voort 2-5 Phillips
woensdag 16 november

van de Voort 2-5 Lewis

Stompé 2-5 Phillips

### Finales
|  | Ronde 2 (b.o.19) | Ronde 2 (b.o.19)  | Ronde 2 (b.o.19) |    |               | Kwartfinale (b.o.31) | Kwartfinale (b.o.31) | Kwartfinale (b.o.31) |  |  | Halve finale (b.o.31) | Halve finale (b.o.31) | Halve finale (b.o.31) |   |  | Finale (b.o.31) | Finale (b.o.31) | Finale (b.o.31) |
|  |                  |                   |                  |    |               |                      |                      |                      |  |  |                       |                       |                       |   |  |                 |                 |                 |
|  |                  | M. v. Gerwen      | 9                |    |               |                      |                      |                      |  |  |                       |                       |                       |   |  |                 |                 |                 |
|  |                  | Ted Hankey        | 10               |    |               |                      |                      |                      |  |  |                       |                       |                       |   |  |                 |                 |                 |
|  |                  | Ted Hankey        | 10               |    | Ted Hankey    | 14                   |                      |                      |  |  |                       |                       |                       |   |  |                 |                 |                 |
|  |                  |                   |                  |    | Ted Hankey    | 14                   |                      |                      |  |  |                       |                       |                       |   |  |                 |                 |                 |
|  |                  |                   | Mark Walsh       | 16 |               |                      |                      |                      |  |  |                       |                       |                       |   |  |                 |                 |                 |
|  |                  | Dean Winstanley   | Mark Walsh       | 16 | 9             |                      |                      |                      |  |  |                       |                       |                       |   |  |                 |                 |                 |
|  |                  |                   |                  |    | 9             |                      |                      |                      |  |  |                       |                       |                       |   |  |                 |                 |                 |
|  |                  | Mark Walsh        | 10               |    |               |                      |                      |                      |  |  |                       |                       |                       |   |  |                 |                 |                 |
|  |                  |                   |                  |    |               |                      | Mark Walsh           | 11                   |  |  |                       |                       |                       |   |  |                 |                 |                 |
|  |                  |                   |                  |    |               |                      |                      |                      |  |  |                       |                       |                       |   |  |                 |                 |                 |
|  |                  |                   | Gary Anderson    | 16 |               |                      |                      |                      |  |  |                       |                       |                       |   |  |                 |                 |                 |
|  |                  | Gary Anderson (5) | Gary Anderson    | 16 | 10            |                      |                      |                      |  |  |                       |                       |                       |   |  |                 |                 |                 |
|  |                  |                   |                  |    | 10            |                      |                      |                      |  |  |                       |                       |                       |   |  |                 |                 |                 |
|  |                  | James Wade (4)    | 3                |    |               |                      |                      |                      |  |  |                       |                       |                       |   |  |                 |                 |                 |
|  |                  | James Wade (4)    | 3                |    | Gary Anderson | 16                   |                      |                      |  |  |                       |                       |                       |   |  |                 |                 |                 |
|  |                  |                   |                  |    | Gary Anderson | 16                   |                      |                      |  |  |                       |                       |                       |   |  |                 |                 |                 |
|  |                  |                   | Terry Jenkins    | 12 |               |                      |                      |                      |  |  |                       |                       |                       |   |  |                 |                 |                 |
|  |                  | Terry Jenkins     | Terry Jenkins    | 12 | 10            |                      |                      |                      |  |  |                       |                       |                       |   |  |                 |                 |                 |
|  |                  |                   |                  |    | 10            |                      |                      |                      |  |  |                       |                       |                       |   |  |                 |                 |                 |
|  |                  | Wayne Jones       | 8                |    |               |                      |                      |                      |  |  |                       |                       |                       |   |  |                 |                 |                 |
|  |                  |                   |                  |    |               |                      |                      |                      |  |  |                       |                       | Gary Anderson         | 4 |  |                 |                 |                 |
|  |                  |                   |                  |    |               |                      |                      |                      |  |  |                       |                       |                       | 4 |  |                 |                 |                 |
|  |                  |                   | Phil Taylor      | 16 |               |                      |                      |                      |  |  |                       |                       |                       |   |  |                 |                 |                 |
|  |                  | Phil Taylor (2)   | Phil Taylor      | 16 | 10            |                      |                      |                      |  |  |                       |                       |                       |   |  |                 |                 |                 |
|  |                  | Phil Taylor (2)   |                  |    | 10            |                      |                      |                      |  |  |                       |                       |                       |   |  |                 |                 |                 |
|  |                  | Wes Newton (7)    | 3                |    |               |                      |                      |                      |  |  |                       |                       |                       |   |  |                 |                 |                 |
|  |                  | Wes Newton (7)    | 3                |    | Phil Taylor   | 16                   |                      |                      |  |  |                       |                       |                       |   |  |                 |                 |                 |
|  |                  |                   |                  |    | Phil Taylor   | 16                   |                      |                      |  |  |                       |                       |                       |   |  |                 |                 |                 |
|  |                  |                   | Paul Nicholson   | 7  |               |                      |                      |                      |  |  |                       |                       |                       |   |  |                 |                 |                 |
|  |                  | Paul Nicholson    | Paul Nicholson   | 7  | 10            |                      |                      |                      |  |  |                       |                       |                       |   |  |                 |                 |                 |
|  |                  |                   |                  |    | 10            |                      |                      |                      |  |  |                       |                       |                       |   |  |                 |                 |                 |
|  |                  | Steve Beaton      | 8                |    |               |                      |                      |                      |  |  |                       |                       |                       |   |  |                 |                 |                 |
|  |                  |                   |                  |    |               |                      | Phil Taylor          | 16                   |  |  |                       |                       |                       |   |  |                 |                 |                 |
|  |                  |                   |                  |    |               |                      |                      |                      |  |  |                       |                       |                       |   |  |                 |                 |                 |
|  |                  |                   | Adrian Lewis     | 9  |               |                      |                      |                      |  |  |                       |                       |                       |   |  |                 |                 |                 |
|  |                  | Mark Webster (6)  | Adrian Lewis     | 9  | 10            |                      |                      |                      |  |  |                       |                       |                       |   |  |                 |                 |                 |
|  |                  | Mark Webster (6)  |                  |    | 10            |                      |                      |                      |  |  |                       |                       |                       |   |  |                 |                 |                 |
|  |                  | Martin Phillips   | 8                |    |               |                      |                      |                      |  |  |                       |                       |                       |   |  |                 |                 |                 |
|  |                  | Martin Phillips   | 8                |    | Mark Webster  | 5                    |                      |                      |  |  |                       |                       |                       |   |  |                 |                 |                 |
|  |                  |                   |                  |    | Mark Webster  | 5                    |                      |                      |  |  |                       |                       |                       |   |  |                 |                 |                 |
|  |                  |                   | Adrian Lewis     | 16 |               |                      |                      |                      |  |  |                       |                       |                       |   |  |                 |                 |                 |
|  |                  | Adrian Lewis (3)  | Adrian Lewis     | 16 | 10            |                      |                      |                      |  |  |                       |                       |                       |   |  |                 |                 |                 |
|  |                  | Adrian Lewis (3)  |                  |    | 10            |                      |                      |                      |  |  |                       |                       |                       |   |  |                 |                 |                 |
|  |                  | John Part         | 8                |    |               |                      |                      |                      |  |  |                       |                       |                       |   |  |                 |                 |                 |

## Kwalificatie
Er zijn voor de Grand Slam of Darts meerdere manieren voor kwalificatie. De meeste deelnemers kwalificeren doordat zij in de laatste twee jaar een finale van een televisietoernooi bereiken. Van WK's en Grand Slams worden ook halvefinalisten uitgenodigd, van WK's worden zelfs nog de vijf laatste kampioenen uitgenodigd.
Elk jaar is er tevens een apart kwalificatietoernooi, met open ischrijving voor iedere dartsspeler, ongeacht nationaliteit of bond. Indien dit het spelersveld niet compleet (32 deelnemers) maakt, diverse aanvoerders van Order of Merits worden uitgenodigd (bijvoorbeeld: Noord-Amerika, Europa of Australië).
De gekwalificeerde en bevestigde namen zijn tot dusver:

### PDC-toernooien
| Toernooi                    | Jaar  | Winnaar                            | Runner-up                          | Laatste 4                             |
| --------------------------- | ----- | ---------------------------------- | ---------------------------------- | ------------------------------------- |
| Grand Slam of Darts         | 2009  | Phil Taylor                        | Scott Waites                       | R. van Barneveld / Terry Jenkins      |
| Grand Slam of Darts         | 2010  | Scott Waites                       | James Wade                         | Steve Beaton / Wayne Jones            |
| World Championship          | 2007  | Raymond van Barneveld              | Raymond van Barneveld              | Raymond van Barneveld                 |
| World Championship          | 2008  | John Part                          | John Part                          | John Part                             |
| World Championship          | 2009  | Phil Taylor                        | Phil Taylor                        | Phil Taylor                           |
| World Championship          | 2010  | Phil Taylor                        | Simon Whitlock                     | 3. Mark Webster / 4. R. van Barneveld |
| World Championship          | 2011  | Adrian Lewis                       | Gary Anderson                      | Mark Webster / Terry Jenkins          |
| World Matchplay             | 2010  | Phil Taylor                        | Raymond van Barneveld              | Raymond van Barneveld                 |
| World Matchplay             | 2011  | Phil Taylor                        | James Wade                         | James Wade                            |
| World Grand Prix            | 2010  | James Wade                         | Adrian Lewis                       | Adrian Lewis                          |
| World Grand Prix            | 2011  | Phil Taylor                        | Brendan Dolan                      | Brendan Dolan                         |
| UK Open                     | 2010  | Phil Taylor                        | Gary Anderson                      | Gary Anderson                         |
| UK Open                     | 2011  | James Wade                         | Wes Newton                         | Wes Newton                            |
| Premier League              | 2010  | Phil Taylor                        | James Wade                         | James Wade                            |
| Premier League              | 2011  | Gary Anderson                      | Adrian Lewis                       | Adrian Lewis                          |
| European Darts Championship | 2010  | Phil Taylor                        | Wayne Jones                        | Wayne Jones                           |
| European Darts Championship | 2011  | Phil Taylor                        | Adrian Lewis                       | Adrian Lewis                          |
| Championship League         | 2010  | James Wade                         | Phil Taylor                        | Phil Taylor                           |
| Championship League         | 2011  | Phil Taylor                        | Paul Nicholson                     | Paul Nicholson                        |
| Players Championship Finale | 2010  | Paul Nicholson                     | Mervyn King                        | Mervyn King                           |
| Players Championship Finale | 2011† | Phil Taylor                        | Gary Anderson                      | Gary Anderson                         |
| World Cup of Darts          | 2010  | Co Stompé/ Raymond van Barneveld   | Barrie Bates/ Mark Webster         | Barrie Bates/ Mark Webster            |
| U-21 World Ch'ship          | 2010  | Arron Monk                         | Arron Monk                         | Arron Monk                            |
| U-21 World Ch'ship          | 2011  | Michael van Gerwen / James Hubbard | Michael van Gerwen / James Hubbard | Michael van Gerwen / James Hubbard    |

† Het betreft de editie van januari 2011 (de PC-Finale van seizoen 2010).

### BDO-toernooien
| Toernooi                | Jaar | Winnaar      | Runner-up       | Laatste 4                     |
| ----------------------- | ---- | ------------ | --------------- | ----------------------------- |
| World Pro. Championship | 2007 | Martin Adams | Martin Adams    | Martin Adams                  |
| World Pro. Championship | 2008 | Mark Webster | Mark Webster    | Mark Webster                  |
| World Pro. Championship | 2009 | Ted Hankey   | Ted Hankey      | Ted Hankey                    |
| World Pro. Championship | 2010 | Martin Adams | Dave Chisnall   | Tony O'Shea / Martin Phillips |
| World Pro. Championship | 2011 | Martin Adams | Dean Winstanley | Jan Dekker / Martin Phillips  |

### Overige gekwalificeerden

#### Kwalificatietoernooi
Winnaar: Nigel Heydon

Runner up: Magnus Caris

Derde plaats: Ian White (eerste reserve)

Vierde Plaats: Keith Rooney (tweede reserve)

#### PDC Order of Merit
Mark Walsh was de hoogst geklasseerde op de Order of Merit

#### Players Championship Order of Merit
Justin Pipe was de hoogst geklasseerde op de Order of Merit

#### European Order of Merit
Vincent van der Voort was de hoogst geklasseerde op de Order of Merit

### Gekwalificeerde spelers
- Gary Anderson
- Raymond van Barneveld
- Barrie Bates
- Steve Beaton
- Magnus Caris
- Dave Chisnall
- Jan Dekker
- Brendan Dolan
- Michael van Gerwen
- Ted Hankey
- Nigel Heydon
- James Hubbard
- Terry Jenkins
- Wayne Jones
- Mervyn King
- Adrian Lewis
- Arron Monk
- Wes Newton
- Paul Nicholson
- John Part
- Martin Phillips
- Justin Pipe
- Tony O'Shea
- Co Stompé
- Phil Taylor
- Vincent van der Voort
- James Wade
- Scott Waites
- Mark Walsh
- Mark Webster
- Simon Whitlock
- Dean Winstanley